# Olof Widmark (militär)
Fredrik Olof Widmark, född 2 september 1869 i Ljusdals församling, död 1 november 1946, var en svensk militär. Han var son till lantmätaren och riksdagsmannen Olof Widmark och far till ingenjören Hans Widmark.
Widmark avlade studentexamen i Falun 1889, underlöjtnant vid Vaxholms artillerikår 1892, löjtnant 1896, genomgick Artilleri- och ingenjörhögskolans allmänna kurs 1896, dess högre kurs 1896, avslutade kurs för utbildning till kontrollofficer vid kanontillverkning 1900, blev kapten vid kustartilleriet 1901, var platsmajor och adjutant hos kommendanten i Vaxholms fästning 1905–1906, förste adjutant i kustartillerichefexpeditionen 1906–1910, blev major 1913, överstelöjtnant 1914, var kommendant i Hemsö fästning 1917–1919, tillförordnad chef för Vaxholms kustartilleriregemente och tillförordnad artilleribefälhavare i Vaxholms fästning 1919–1924, erhöll avsked 1924 samt blev 1925 överste i marinen.
Widmark var sakkunnig vid omarbetning av reglemente för marinen del III 1909–1914, ledamot av Vaxholmskommittén 1910–1911 och blev ledamot av Örlogsmannasällskapet 1915. Han tillhörde Vaxholms stads stadsfullmäktige 1904–1906 och 1910–1914. Efter avskedet var han disponent för systembolaget i Vaxholm och ordförande i dess styrelse samt ordförande i direktionen för Skandinaviska Kredit AB:s avdelningskontor i Vaxholm.
Widmark är begraven på Lidingö kyrkogård.